# Jack Phillips
John George Phillips (Farncombe, Surrey, 11 de abril de 1887 – 15 de abril de 1912) foi um telegrafista sem fio britânico que morreu durante o naufrágio do RMS Titanic. Ele servia como telegrafista sénior na viagem inaugural do navio. Enquanto o Titanic afundava, Phillips trabalhou intensamente enviando mensagens para outros navios nas proximidades pedindo ajuda no resgate de passageiros e tripulação do Titanic. Antes do Titanic atingir o iceberg, Phillips disse para Cyril Evans, o operador de rádio do SS Californian para "Afaste-se; Cale-se! Estou trabalhando Cabo Race!", quando interrompido por sua contraparte, advertindo-o que o Titanic estava na vizinhança de campos de gelo.

## Biografia
Phillips nasceu em 11 de abril de 1887 em Farncombe, Surrey. Filho de George Alfred Phillips, vendedor de roupas e Ann (nee Sanders), a família de Phillip veio originalmente de Trowbridge, Wiltshire, de uma linhagem de tecelões, mas se mudaram para Farncombe por volta de 1883. Phillips viveu com cinco irmãos, dos quais apenas duas irmãs gêmeas sobreviveram à infância. Seu pai possuía uma loja - Gammons - e a gerenciava na Farncombe Street. Educado em uma escola particular na Hare Lane, depois na St John Street's School, Phillips cantava no coral na igreja St John the Evangelist, em Farncombe.
Terminou a escola em 1902 e começou a trabalhar na agência dos correios em Godalming, onde aprendeu telegrafia. Começou seu treinamento em comunicações sem fio pela Companhia Marconi em março de 1906, em Seaforth e se graduou cinco meses mais tarde em agosto. O primeiro trabalho de Phillips pela White Star Line foi no navio RMS Teutonic. Posteriormente trabalhou pela Cunard Line a bordo do RMS Campania; pela Allan Line Royal Mail Steamers, no Corsican, no Pretorian e no RMS Victorian; e então novamente pela Cunard, a bordo do RMS Lusitania e no RMS Mauretania. Em maio de 1908, ele foi designado para a estação Marconi em Clifden, Irlanda, onde trabalhou até 1911, quando foi designado para o RMS Adriatic e posteriormente, no começo de 1912, para o RMS Oceanic.

### RMSTitanic
Em março de 1912, Phillips foi enviado para Belfast, Irlanda, para ser o operador sênior de telegrafia sem fio a bordo do Titanic em sua viagem inaugural. Ele se juntou ao operador júnior Harold Bride. Estórias surgiram que Phillips conhecia Bride antes do Titanic, mas Bride insistiu que nunca se encontraram antes de Belfast. O Titanic partiu com destino a Nova Iorque, Estados Unidos, saindo de Southampton, Inglaterra em 10 de abril de 1912, e durante a viagem Phillips e Bride transmitiram mensagens pessoais dos passageiros e receberam avisos de icebergs outras informações de navegação de outros navios. Phillips celebrou seu 25º aniversário um dia depois da viagem começar.
Na tarde de 14 de abril, na sala de telegrafia sem fio no convés dos botes, Phillips estava transmitindo para o Cabo Race, Terra Nova, trabalhando para limpar várias mensagens pessoais dos passageiros que tinham se acumulado quando o rádio sem fio quebrou no dia anterior. Bride dormia na cabine adjunta, pretendendo substituir Phillips à meia noite, duas horas antes. Logo depois, às 21h30, Phillips recebeu um aviso de gelo do navio Mesaba relatando grande número de icebergs e um campo de gelo diretamente no caminho do Titanic. Phillips confirmou a recepção da mensagem do Mesaba e continuou a transmitir mensagens para o Cabo Race. O operador de rádio do The Mesaba esperou que Phillips relatasse que havia dado o relatório à ponte, mas Phillips continuou trabalhando com o Cabo Race. A mensagem foi uma das mais importantes recebidas pelo Titanic mas nunca foi entregue na ponte.
O Segundo Oficial (Segundo Imediato) Charles Lightoller relata no capítulo 31 de sua autobiografia:

Phillips explicou quando eu (Lightoller) disse que não recebemos nenhuma mensagem do Mesaba: "Acabei por colocar a mensagem sob um peso de papel no meu cotovelo, apenas até eu terminar o que estava fazendo antes de enviar para a ponte." Aquele atraso se provou fatal e foi a principal causa contributiva para a perda desse magnífico navio e centenas de vidas. Tivesse eu como Oficial da Guarda, ou o Capitão, se conscientizado do perigo que se encontra tão logo à frente e não tivéssemos instantaneamente desacelerado ou parado, deveríamos ter sido condenados por culpa e negligência criminal.
Às 23:55 da noite, Phillips foi novamente interrompido por outro navio, desta vez o SS Californian. O único operador de rádio do Californian, Cyril Furmstone Evans, relatava que estavam parados e cercados por gelo. A relativa proximidade do Californian (e o fato que tanto Evans quanto Phillips estavam usando transmissores de faísca cujos sinais vazavam pelo espectro e foram impossíveis de sintonizar)
significava que o sinal de Evans era forte e alto nos ouvidos de Phillips, enquanto os sinais do Cabo Race eram fracos para Phillips e inaudíveis para Evans. Phillips rapidamente respondeu: "Afaste-se; cale-se, estou trabalhando Cabo Race", e continuaram se comunicando com Cabo Race, enquanto Evans ouviu um pouco mais antes de ir para a cama para a noite.
Pode-se argumentar que esta comunicação teve consequências importantes: em primeiro lugar, Evans estava alertando sobre o gelo, o que, se fosse dada a atenção, poderia ter prevenido o naufrágio do Titanic. Em segundo, o Californian era o navio mais próximo do Titanic. Como o rádio tinha sido desligado por Evans, Phillips não tinha como se comunicar com o Californian e o Titanic deveria pedir por ajuda imediata, o que fez logo em seguida. Entretanto, outros apontam que diversos avisos de gelo já tinham sido recebidos e comunicados ao Capitão, portanto ele estava alertado que havia gelo na área. Smith ordenou que uma nova rota fosse preparada, para levar o navio mais ao Sul.
Além disso, Evans não pediu que a mensagem fosse entregue à ponte. O Segundo Oficial Herbert Stone viu cinco foguetes brancos explodindo sob um navio parado. Inseguro sobre o que os foguetes significavam, ele chamou o Capitão Lord, que estava descansando na sala de navegação e relatou o avistamento. Lord não agiu ao relato, mas Stone ficou perturbado: "Um navio não vai disparar foguetes no mar por nada", disse ele a um colega.
O Titanic atingiu o iceberg às 23h40 daquela noite e começou a afundar rapidamente. Bride acordou logo depois e perguntou a Phillips o que estava acontecendo. Phillips disse que atingiram algo; Bride e Phillips e preparam para ficar de plantão. O Capitão Edward Smith logo veio para a sala de rádio e alertou Bride e Phillips para se prepararem para enviar o pedido de socorro. Logo depois da meia-noite o Capitão retornou e lhes disse para solicitar ajuda e passar a posição do navio. Phillips começou a enviar os pedidos de socorro, código CQD, enquanto Bride levava mensagens para o Capitão Smith sobre quais navios estavam vindo em ajuda ao Titanic. O operador de rádio Harold Bride sugeriu a seu colega Jack Phillips que ele poderia usar o novo sinal SOS, pois "pode ser sua última chance de enviá-lo". (Um mito se desenvolveu após o desastre de que esta foi a primeira vez que o S.O.S. foi usado, mas já tinha sido usado em outros navios anteriormente.)
Após um rápido intervalo, Phillips retornou à sala de rádio e relatou a Bride: parte da popa do navio estava inundada e eles deveriam colocar mais roupas e seus coletes salva-vidas. Bride se preparou enquanto Phillips voltou ao trabalho no rádio.
A força do rádio telégrafo estava completamente fraca logo depois das 2h00, quando o Capitão Smith chegou à sala e disse aos dois homens que eles tinham completado sua tarefa e estavam liberados. Bride mais tarde se lembrou de ficar comovido pela maneira que Phillips trabalhou. Enquanto saíam da sala, um membro da tripulação (ou um foguista) entrou e tentou roubar o coleta salva-vidas de Phillips. Bride agarrou o homem enquanto Phillips levantou-se e derrubou com um soco. A água começava a inundar a sala de rádio, assim eles deixaram a sala, deixando o tripulante inconsciente. Os dois operadores de rádio foram em direções opostas, Phillips para a popa e Bride em frente para o bote salva-vidas desmontável B. Esta foi a última que Bride viu Phillips.

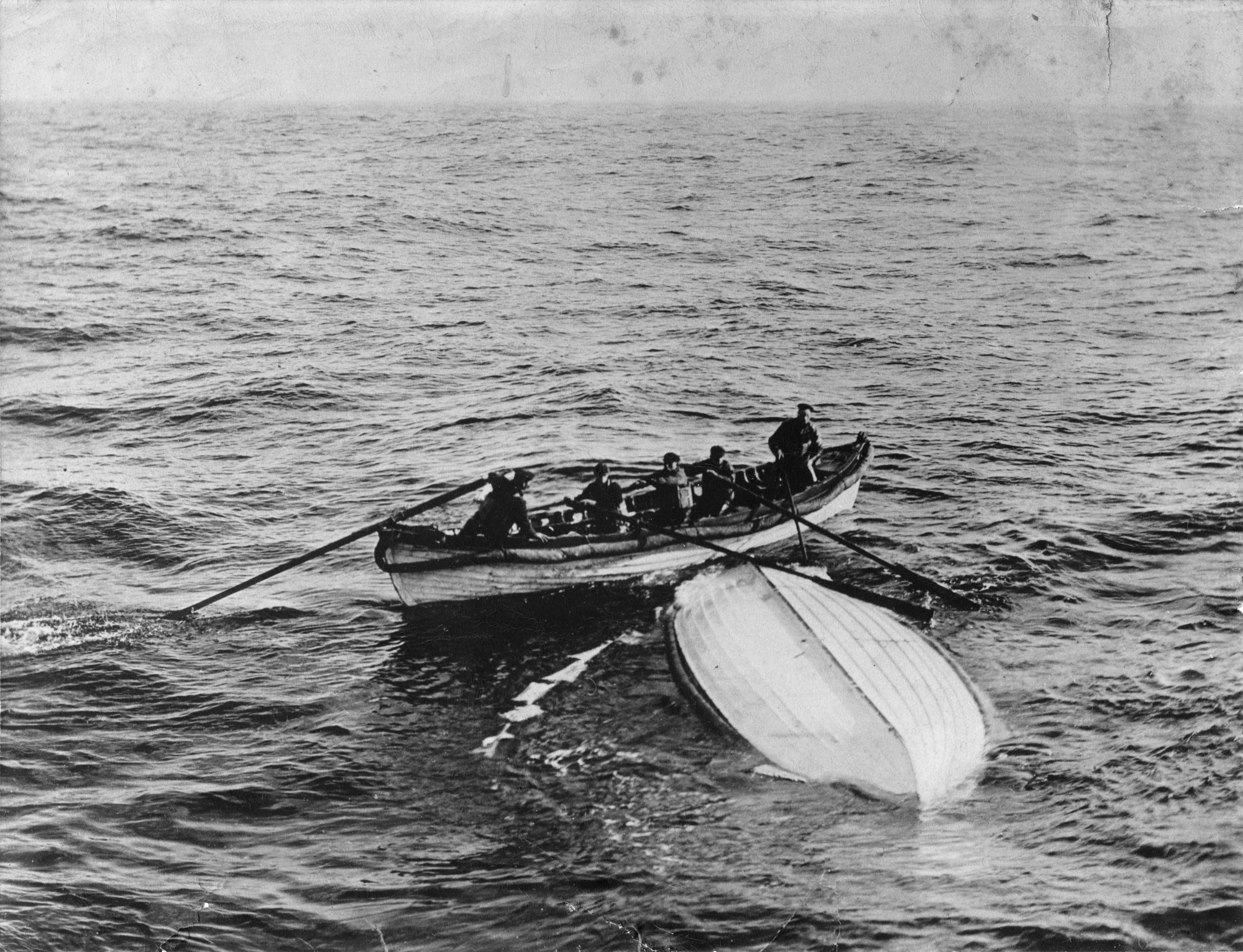
Muitos pesquisadores expressaram a crença de que Phillips morreu a bordo do Desmontável B, apesar de evidências contrárias.

Por muitos anos, houve informações conflitantes e contraditórias sobre a exata maneira que Phillips morreu. Muitos pesquisadores tem expressado a crença que Phillips conseguiu subir no bote virado Desmontável B, que esteve sob o comando do Segundo Oficial Charles Lightoller junto com Harold Bride.

Na autobiografia de Lightoller, Titanic and Other Ships, ele escreve: 

"Phillips, o operador de rádio sênior, de pé perto de mim, me disse que diferentes navios responderam nosso chamado..."

"... Como acabou se descobrindo, as informações de Phillips, e o cálculo, estavam corretas, embora o velho e pobre Phillips não tenha se beneficiado. Ele se pendurou até que a luz do dia chegou e avistamos um dos botes salva-vidas a distância..."

"... Eu acho que deve ter sido a ansiedade final e terrível que derrubou a energia de Phillips, pois ele de repente escorregou, sentando-se na água, e embora nós tivéssemos mantido sua cabeça erguida, ele nunca se recuperou. Eu insisti em falar com ele no bote salva-vidas... , esperando que ainda houvesse vida mas era tarde demais."
Bride relata ter vista o corpo de Phillips enquanto ele embarcava no Carpathia.
Entretanto, as afirmações de Lightoller e Bride sobre Jack Phillips são contraditas por Archibald Gracie, que deixou claro que o operador de rádio que animou os ocupantes do desmontável virado para cima ao chamar os nomes dos navios que se aproximavam foi Harold Bride, não Jack Phillips (como Lightoller pensava em 1934.) Também fica claro pelos relatos de Gracie e Lightoller que apenas um corpo foi transferido do desmontável para o bote número 12. Bride declarou que sabia que o corpo "do homem deitado à popa" foi transferido para número 12—que foi, sem dúvida, o corpo do tripulante mencionado por Gracie e que Lightoller (em 1912) concordou que era o corpo de um tripulante. A suposição de Bride de que o corpo de Phillips (que ele nunca viu) foi também levado a bordo do Carpathia era apenas isso, uma suposição (já que, obviamente, ele não viu o corpo de Phillips abandonado no bote 12, depois que o barco foi esvaziado de passageiros vivos.)

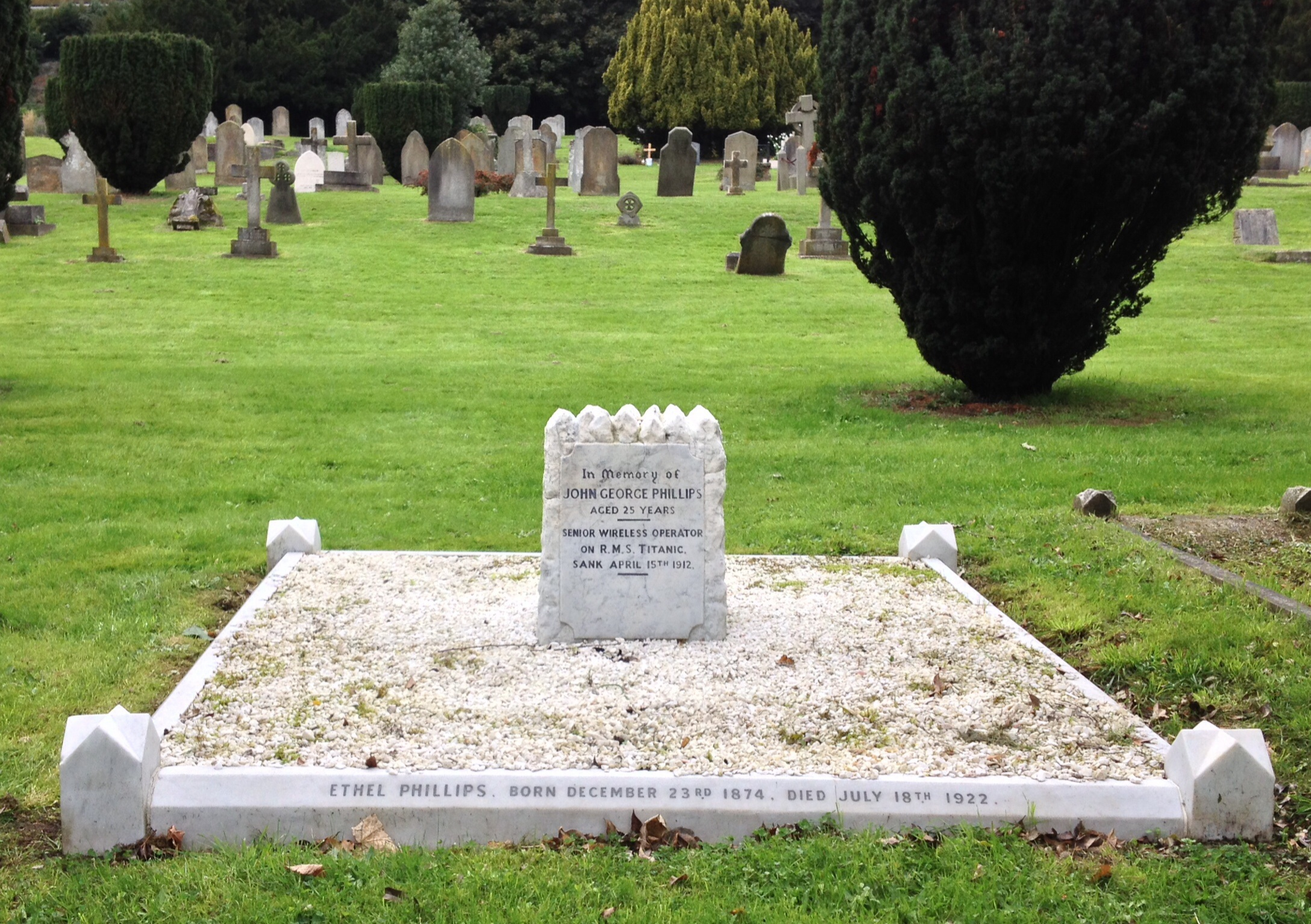
O túmulo da família Phillips e o memorial de Jack Phillips, cemitério Nightingale

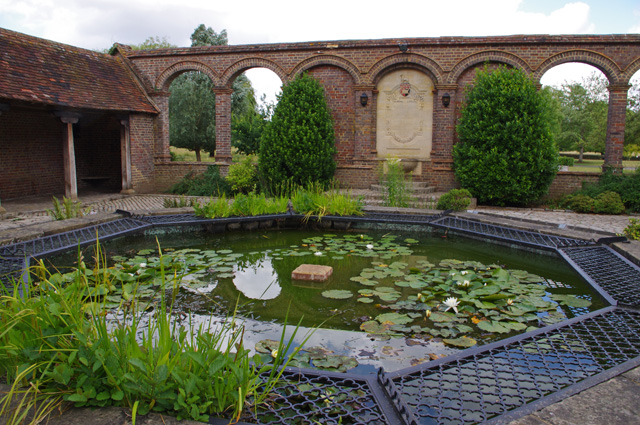
Phillips Memorial Cloister, Godalming

Existem memoriais para Jack Phillips no cemitério de Nightingale, Farncombe e no Phillips Memorial Cloister, parte do Phillips Memorial Ground, que fica ao norte da Church of St Peter & St Paul, Godalming.
Para marcar o 100º aniversário do naufrágio, a BBC World Service transmitiu em 10 de abril de 2012, um documentário da série "Discovery", com o título de Titanic – In Her Own Words. O programa foi concebido e criado por Susanne Weber e foi narrado por Sean Coughlan, que tinha anteriormente escrito um livro sobre as mensagens de rádio do Titanic. O programa usou síntese de fala para recriar "... a estranha, como no twitter, brevidade mecânica das mensagens originais do código Morse... " transmitido pelo Titanic e navios na vizinhança. Muitas vezes, as mensagens incluíam as expressões elegantes de gírias da época, tais como "old man" ("velho"). A BBC notou que "estas mensagens foram gravadas na época, em uma chapa de cobre escrita a mão, agora espalhadas pelo mundo em diferentes coleções, mas juntas formando um arquivo único."

## Livros e artigos consultados
- Barczewski, Stephanie (2006). Titanic: A Night Remembered. London: Continuum International Publishing Group. ISBN 978-1-85285-500-0
- Butler, Daniel Allen (1998). Unsinkable: The Full Story of RMS Titanic. Mechanicsburg, PA: Stackpole Books. ISBN 978-0-8117-1814-1
- Ryan, Paul R. (1985–1986). «The Titanic Tale». Woods Hole, MA: Woods Hole Oceanographic Institution. Oceanus. 4 (28)
- Winocour, Jack, ed. (1960). The Story of the Titanic as told by its Survivors. London: Dover Publications. ISBN 978-0-486-20610-3
- Hyder, Jemma; Inger Sheil. «John George Phillips». On Watch: The Deck Officers and Wireless Operators of the R.M.S. Titanic. Consultado em 25 de julho de 2005. Arquivado do original em 18 de novembro de 2005
- Lane, Allison; Stephenson, Parks. «Mr John George Phillips». Encyclopedia Titanica. Consultado em 25 de julho de  2005. Arquivado do original em 24 de setembro de 2015
- Lightoller, C. H., (1935), Titanic and Other Ships, Nicholson and Watson.
- Lynch, Don (1993). Titanic: An Illustrated History. [S.l.]: Hyperion. ISBN 0-7868-8147-X